# Campeonato Mundial de Patinação Artística no Gelo de 1981
O Campeonato Mundial de Patinação Artística no Gelo de 1981 foi a septuagésima primeira edição do Campeonato Mundial de Patinação Artística no Gelo, um evento anual de patinação artística no gelo organizado pela União Internacional de Patinação (em inglês:  International Skating Union) onde os patinadores artísticos competem pelo título de campeão mundial. A competição foi disputada entre os dias 3 de março e 8 de março, na cidade de Hartford, Connecticut, Estados Unidos.

## Eventos
- Individual masculino
- Individual feminino
- Duplas
- Dança no gelo

## Medalhistas
| Evento                        | Ouro                                             | Prata                                               | Bronze                                                    |
| Individual masculino detalhes | Scott Hamilton · Estados Unidos                  | David Santee · Estados Unidos                       | Igor Bobrin · União Soviética                             |
| Individual feminino detalhes  | Denise Biellmann · Suíça                         | Elaine Zayak · Estados Unidos                       | Claudia Kristofics-Binder · Áustria                       |
| Duplas detalhes               | Irina Vorobeva · Igor Lisovski · União Soviética | Sabine Baeß · Tassilo Thierbach · Alemanha Oriental | Christina Riegel · Andreas Nischwitz · Alemanha Ocidental |
| Dança no gelo detalhes        | Jayne Torvill · Christopher Dean · Reino Unido   | Irina Moiseeva · Andrei Minenkov · União Soviética  | Natalia Bestemianova · Andrei Bukin · União Soviética     |

## Resultados

### Individual masculino
| Pos.              | Nome                   | Nacionalidade      | Pontos |
| ----------------- | ---------------------- | ------------------ | ------ |
| Medalha de ouro   | Scott Hamilton         | Estados Unidos     | 3.8    |
| Medalha de prata  | David Santee           | Estados Unidos     | 5.4    |
| Medalha de bronze | Igor Bobrin            | União Soviética    | 6.6    |
| 4                 | Fumio Igarashi         | Japão              | 8.4    |
| 5                 | Jean-Christophe Simond | França             | 8.6    |
| 6                 | Brian Orser            | Canadá             | 12.8   |
| 7                 | Norbert Schramm        | Alemanha Ocidental | 14.0   |
| 8                 | Brian Pockar           | Canadá             | 16.0   |
| 9                 | Vladimir Kotin         | União Soviética    | 20.0   |
| 10                | Robert Wagenhoffer     | Estados Unidos     | 21.2   |
| 11                | Grzegorz Filipowski    | Polônia            | 21.2   |
| 12                | Jozef Sabovčík         | Tchecoslováquia    | 23.2   |
| 13                | Falko Kirsten          | Alemanha Oriental  | 23.6   |
| 14                | Thomas Öberg           | Suécia             | 26.4   |
| 15                | Takashi Mura           | Japão              | 31.2   |
| 16                | Bruno Watschinger      | Áustria            | 31.2   |
| 17                | Christopher Howarth    | Reino Unido        | 34.0   |
| 18                | Michael Pasfield       | Austrália          | 36.2   |
| 19                | Todd Sand              | Dinamarca          | 38.6   |
| 20                | Xu Zhaoxiao            | China              | 40.6   |
| WD                | Miljan Begovic         | Iugoslávia         | ─      |

### Individual feminino
| Pos.              | Nome                      | Nacionalidade      | Pontos |
| ----------------- | ------------------------- | ------------------ | ------ |
| Medalha de ouro   | Denise Biellmann          | Suíça              | 4.2    |
| Medalha de prata  | Elaine Zayak              | Estados Unidos     | 7.4    |
| Medalha de bronze | Claudia Kristofics-Binder | Áustria            | 8.0    |
| 4                 | Deborah Cottrill          | Reino Unido        | 8.4    |
| 5                 | Katarina Witt             | Alemanha Oriental  | 10.0   |
| 6                 | Kristiina Wegelius        | Finlândia          | 10.8   |
| 7                 | Priscilla Hill            | Estados Unidos     | 16.0   |
| 8                 | Carola Paul               | Alemanha Oriental  | 18.4   |
| 9                 | Karin Riediger            | Alemanha Ocidental | 19.0   |
| 10                | Tracey Wainman            | Canadá             | 19.6   |
| 11                | Sanda Dubravčić           | Iugoslávia         | 21.6   |
| 12                | Kira Ivanova              | União Soviética    | 22.4   |
| 13                | Manuela Ruben             | Alemanha Ocidental | 24.8   |
| 14                | Anne-Sophie de Kristoffy  | França             | 29.4   |
| 15                | Karen Wood                | Reino Unido        | 31.2   |
| 16                | Andrea Rohm               | Áustria            | 32.6   |
| 17                | Reiko Kobayashi           | Japão              | 33.2   |
| 18                | Catarina Lindgren         | Suécia             | 34.4   |
| 19                | Corinne Wyrsch            | Suíça              | 38.8   |
| 20                | Sonja Stanek              | Áustria            | 38.8   |
| 21                | Masako Kato               | Japão              | 40.8   |
| 22                | Editha Dotson             | Bélgica            | 41.6   |
| 23                | Päivi Nieminen            | Finlândia          | 43.4   |
| 24                | Vicki Holland             | Austrália          | 49.0   |
| 25                | Rudina Pasveer            | Países Baixos      | 50.0   |
| 26                | Lisa Coppola              | Itália             | 50.8   |
| 27                | Hanne Gamborg             | Dinamarca          | 51.4   |
| 28                | Hye Kyung Lim             | Coreia do Sul      | 56.0   |
| 29                | Rosario Esteban           | Espanha            | 59.4   |
| 30                | Denyse Adam               | Nova Zelândia      | 59.4   |
| 31                | Zhanghua Bao              | China              | 61.2   |

### Duplas
| Pos.              | Nome                                 | Nacionalidade      | Pontos |
| ----------------- | ------------------------------------ | ------------------ | ------ |
| Medalha de ouro   | Irina Vorobieva / Igor Lisovski      | União Soviética    | 1.4    |
| Medalha de prata  | Sabine Baeß / Tassilo Thierbach      | Alemanha Oriental  | 2.8    |
| Medalha de bronze | Christina Riegel / Andreas Nischwitz | Alemanha Ocidental | 4.6    |
| 4                 | Marina Cherkasova / Sergei Shakhrai  | União Soviética    | 5.2    |
| 5                 | Kitty Carruthers / Peter Carruthers  | Estados Unidos     | 7.8    |
| 6                 | Veronika Pershina / Marat Akbarov    | União Soviética    | 8.0    |
| 7                 | Barbara Underhill / Paul Martini     | Canadá             | 11.0   |
| 8                 | Susan Garland / Robert Daw           | Reino Unido        | 11.2   |
| 9                 | Birgit Lorenz / Knut Schubert        | Alemanha Oriental  | 11.4   |
| 10                | Lea Ann Miller / William Fauver      | Estados Unidos     | 13.6   |
| 11                | Luan Bo / Yao Bin                    | China              | 15.4   |

### Dança no gelo
| Pos.              | Nome                                  | Nacionalidade      | Pontos |
| ----------------- | ------------------------------------- | ------------------ | ------ |
| Medalha de ouro   | Jayne Torvill / Christopher Dean      | Reino Unido        | 2      |
| Medalha de prata  | Irina Moiseeva / Andrei Minenkov      | União Soviética    | 4      |
| Medalha de bronze | Natalia Bestemianova / Andrei Bukin   | União Soviética    | 7      |
| 4                 | Judy Blumberg / Michael Seibert       | Estados Unidos     | 7      |
| 5                 | Olga Volozhinskaya / Alexander Svinin | União Soviética    | 11     |
| 6                 | Carol Fox / Richard Dalley            | Estados Unidos     | 11     |
| 7                 | Karen Barber / Nicholas Slater        | Reino Unido        | 14     |
| 8                 | Nathalie Herve / Pierre Bechu         | França             | 17     |
| 9                 | Jana Berankova / Jan Bartak           | Tchecoslováquia    | 17     |
| 10                | Birgit Goller / Peter Klisch          | Alemanha Ocidental | 20     |
| 11                | Wendy Sessions / Stephen Williams     | Reino Unido        | 22     |
| 12                | Kelly Johnson / Kris Barber           | Canadá             | 25     |
| 13                | Marie McNeil / Robert McCall          | Canadá             | 25     |
| 14                | Judit Péterfy / Csaba Bálint          | Hungria            | 28     |
| 15                | Elisabetta Parisi / Roberto Pelizzola | Itália             | 30     |
| 16                | Noriko Sato / Tadayuki Takahashi      | Japão              | 33     |
| 17                | Gabriella Remport / Sándor Nagy       | Hungria            | 33     |
| 18                | Maria Kniffer / Manfed Hübler         | Áustria            | 37     |
| 19                | Karen Mankovich / Douglas Mankovich   | Bélgica            | 39     |
| 20                | Marianne von Bommel / Wayne Deweyert  | Países Baixos      | 40     |
| 21                | Petra Born / Rainer Schönborn         | Alemanha Ocidental | 40     |

## Quadro de medalhas
| Ordem | País               | Medalha de ouro | Medalha de prata | Medalha de bronze |    | Ordem por total |
| ----- | ------------------ | --------------- | ---------------- | ----------------- | -- | --------------- |
| 1     | Estados Unidos     | 1               | 2                |                   | 3  | 2               |
| 2     | União Soviética    | 1               | 1                | 2                 | 4  | 1               |
| 3     | Reino Unido        | 1               |                  |                   | 1  | 3               |
| 3     | Suíça              | 1               |                  |                   | 1  | 3               |
| 5     | Alemanha Oriental  |                 | 1                |                   | 1  | 3               |
| 6     | Alemanha Ocidental |                 |                  | 1                 | 1  | 3               |
| 6     | Áustria            |                 |                  | 1                 | 1  | 3               |
| TOTAL | TOTAL              | 4               | 4                | 4                 | 12 | —               |